# Norbert Drescher
Norbert Drescher (* 10. Februar 1952) ist ein ehemaliger Tischtennisnationalspieler der DDR. Er wurde in den 1970er und Anfang der 1980er Jahre neunmal DDR-Meister und zwölfmal Mannschaftsmeister.
Für das Geburtsdatum gibt es unterschiedliche Angaben: DTS sagt 10. Februar 1952, das Jubiläumsbuch sagt 10. Mai 1952.

## Erfolge
Der Linkshänder Drescher schloss sich dem Verein BSG Außenhandel Berlin an. Seinen ersten Erfolg erzielte er 1968 bei der Jugend-Europameisterschaft, als er im Mixed mit Petra Stephan bis ins Endspiel kam und dort dem CSSR-Paar Jiri Turai/Ilona Voštová unterlag.
Drescher gehörte in den 1960er Jahren zu den besten Spielern der DDR. Mit BSG Außenhandel Berlin gewann er von 1970 bis 1982 mit Ausnahme von 1976 jedes Mal die DDR-Mannschaftsmeisterschaft. 1976, 1978 und 1982 wurde er DDR-Meister im Einzel. Im Doppel siegte er 1974 und 1977 mit Manfred Ullrich, im Mixed gelangen vier Titelgewinne: 1977 und 1978 mit Petra Stephan (Schmidt) sowie 1979 und 1980 mit Gabriele Geißler. Sechsmal wurde er Zweiter im Doppel, davon fünfmal mit Manfred Ullrich und zuletzt 1986 mit Bernd Raue. 1987 wurde er für die DDR-Meisterschaft gesperrt, weil er einen Ausreiseantrag gestellt hatte. Ende Oktober 1988 erhielt er mit seiner Familie die Genehmigung zur Ausreise in die Bundesrepublik.
Aufgrund des Leistungssportbeschlusses der DDR war der Tischtennissport ab 1970 international nur noch sehr selten vertreten. Daher hatte Drescher kaum Gelegenheit, sich international zu profilieren.
1991 wechselte Drescher zu Tennis Borussia Berlin. Mitte der 1990er Jahre spielte er beim Berliner Verein Marzahner Tischtennisverein (MTTV) Violetta, später (mindestens ab 2002) bei Blau-Weiß Petershagen.

## Privat
Drescher ist verheiratet mit Ehefrau Conny Zielinski, einer ehemaligen DDR-Spitzenspielerin.

## Turnierergebnisse
| Verband | Veranstaltung                         | Jahr | Ort       | Land | Einzel | Doppel | Mixed  | Team |
| ------- | ------------------------------------- | ---- | --------- | ---- | ------ | ------ | ------ | ---- |
| GDR     | Jugend-Europameisterschaft (Junioren) | 1968 | Leningrad | URS  |        |        | Silber |      |